# كارل ميسنر
كارل ميسنر (بالألمانية: Karl Wilhelm Meissner)‏ (و. 1891 – 1959 م) هو فيزيائي، وأستاذ جامعي من ألمانيا . ولد في رويتلينغن .
توفي في المحيط الأطلسي ، عن عمر يناهز 68 عاماً.

## مناصب وهيئات
أدار جامعة غوته في فرانكفورت.